# 電荷移動遷移
電荷移動遷移（でんかいどうせんい、英: Charge Transfer (CT) transition）は、原子間での電子の移動を伴う遷移過程である。錯体化学などで用いられることの多い概念である。

## d金属錯体
d金属錯体は外部から光などのエネルギーを吸収し電子遷移を起こすが、これは大きくd-d遷移とCT遷移の2つに分類することができる。d-d遷移は錯体の中心金属のd軌道電子準位が配位子場によって分裂し、この準位間で遷移する過程であるのに対し、CT遷移は配位子から中心金属へ、あるいは中心金属から配位子へなど、異なる原子間での電子移動を伴う遷移過程をさす。
配位子から中心金属への電子移動をLMCT (Ligand to Metal Charge Transfer) 遷移、逆のことをMLCT (Metal to Ligand Charge Transfer) 遷移という。また、複数の金属原子を持つ多核錯体などでは、原子価間電荷移動 (Intervalence Charge Transfer, IVCT) 遷移が観測されることがある。
d-d遷移はd軌道内遷移であるため、ラポルテ禁制となり吸光度は低い。一方、CT遷移はラポルテ許容遷移のため、かなり吸光度は大きくなる。LMCT遷移は配位子が電子豊富なもの、すなわちベンゼン環など不飽和結合を有する化合物を含む場合に起きやすい。